# Cursa de platja
La cursa de platja (en anglès, Beach race) és una modalitat esportiva derivada de les curses de motocròs, a mig camí d'aquesta disciplina i de l'enduro. Els participants competeixen en solitari amb motocicleta o quad, o bé per parelles amb sidecar, en un traçat marcat en un platja, sovint amb salts artificials i dunes de sorra amuntegada expressament per tal de fer més difícil el circuit.
Les curses de platja s'acostumen a disputar anualment, generalment a balnearis o localitats d'estiueig de costa amb grans platges, especialment als Països Baixos, Bèlgica, nord de França i Anglaterra. Típicament, les curses de platja segueixen el format del Hare Scramble, amb els pilots competint en un circuit d'1,5 a 5 quilòmetres de longitud, generalment durant un període d'una a tres hores.

## Característiques

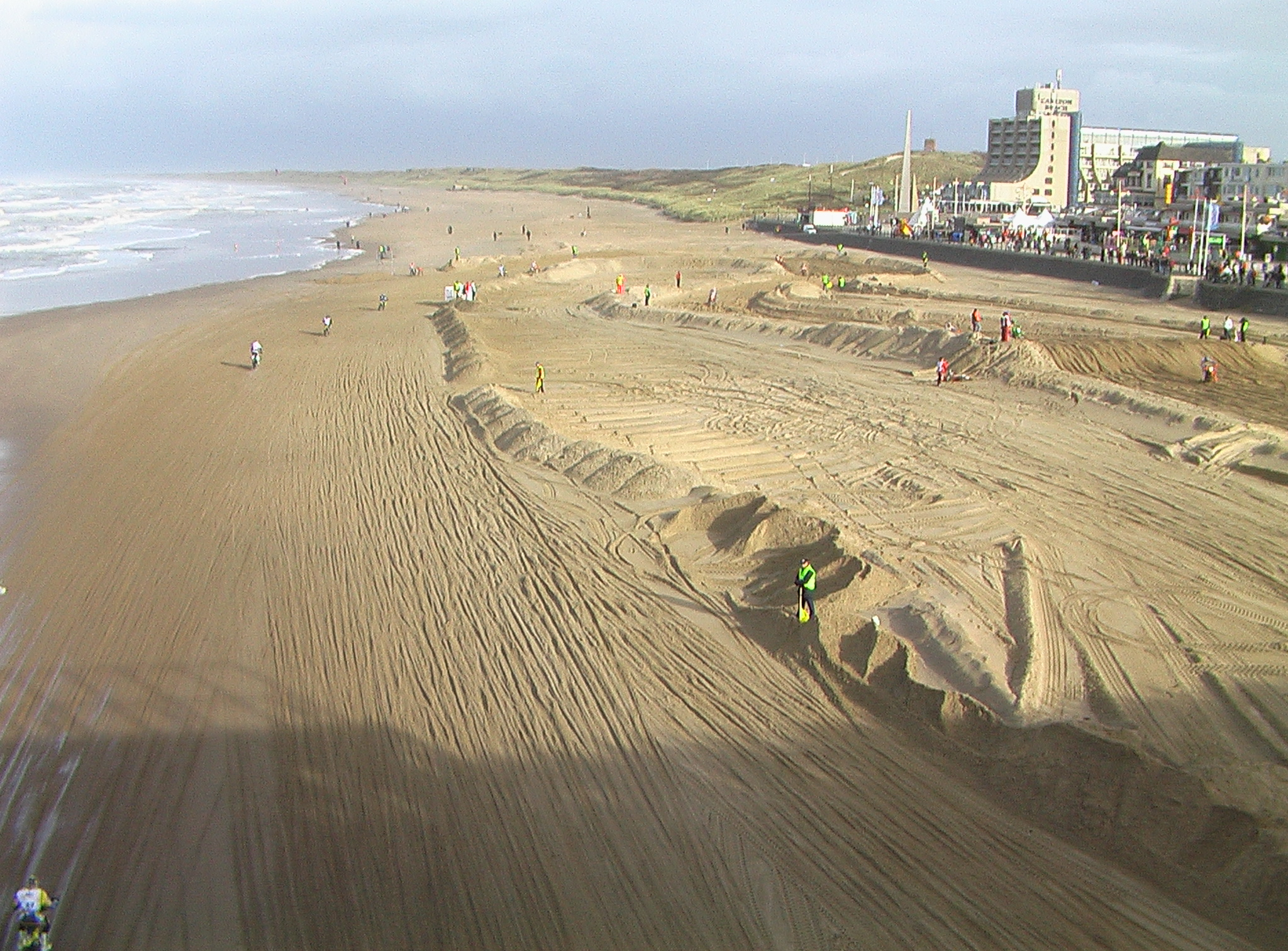
El Red Bull Knock Out de Scheveningen (Països Baixos)

A causa de la seva naturalesa, les curses de platja tendeixen a ser molt populars: algunes de les més importants atrauen diversos centenars de pilots i centenars de milers d'espectadors. Tanmateix, són una modalitat especialment perjudicial per a les motocicletes, ja que les petites partícules de sorra poden malmetre els coixinets de les rodes, les cadenes i els plats, a la vegada que la superfície de sorra tova augmenta la demanda de motors i embragatges. Els pilots de platja experimentats solen seguir un meticulós manteniment de la motocicleta abans de la cursa per tal d'assegurar que no falli.
Les curses de platja es disputen generalment al començament de la primavera o a finals de tardor, ja que l'activitat turística de temporada als complexos hotelers de costa és baixa durant aquests períodes, hi ha més espai d'aparcament per als participants i les autoritats locals estan més disposades a permetre tancar al públic les platges per a ser emprades com a circuit de curses. A més, aquests esdeveniments propicien un increment extra d'ingressos fora de temporada als comerços de la zona.

## Història

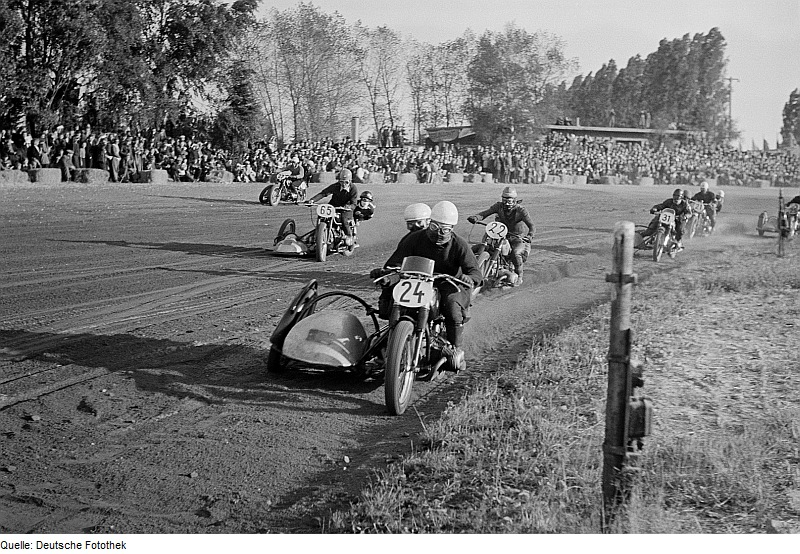
Cursa de sorra en estadi a Panitzsch (RDA) el 1951

La primera cursa de platja que ha estat documentada es disputà el 1909 a Daytona Beach (Florida). Des d'aleshores, la Beach Course es disputà anualment en aquella platja fins que el 1950 es traslladà al nou circuit permanent Daytona International Speedway, construït ben a prop. Al Regne Unit, una de les primeres es va córrer a la platja de Saltburn Sands de Middlesbrough, North Yorkshire, el 9 de juliol de 1921. Hi participaren 228 pilots, xifra que augmentà a 301 a l'edició del 1923. Com que aquella platja tenia una sorra massa humida (tot i que permetia l'assoliment d'altes velocitats, com ara els 130 km/h que hi aconseguí R.N. Steward el 1923), aviat la cursa es traslladà a la de Redcar Sands, indret on es mantingué com a mínim fins a la dècada de 1980. Al Regne unit, les curses de platja augmentaren encara més la seva popularitat d'ençà del 1925, quan l'Auto-Cycle Union (ACU) prohibí les curses en vies públiques a causa dels habituals accidents i arran d'això, moltes competicions es traslladaren a les platges. Després de la interrupció forçada per la Segona Guerra Mundial, les curses de platja tornaren gradualment al Regne Unit. El 1976, l'ACU autoritzà la creació d'un campionat estatal format per 7 curses, la majoria al nord-est però també algunes al sud d'Anglaterra. Les proves es disputaven en circuits de més d'una milla de distància.
També a Alemanya aquesta modalitat tingué força seguiment durant anys, tot i que allà les curses s'acostumaven a disputar sobre pistes de sorra construïdes expressament en algun estadi, més que no pas a les platges (cosa que en permetia la celebració a qualsevol indret, no només a les localitats costaneres). Una de les més conegudes d'aquesta mena es disputava durant la dècada de 1950 a Panitzsch, al districte de Leipzig (República Democràtica Alemanya).

## Curses de platja destacades

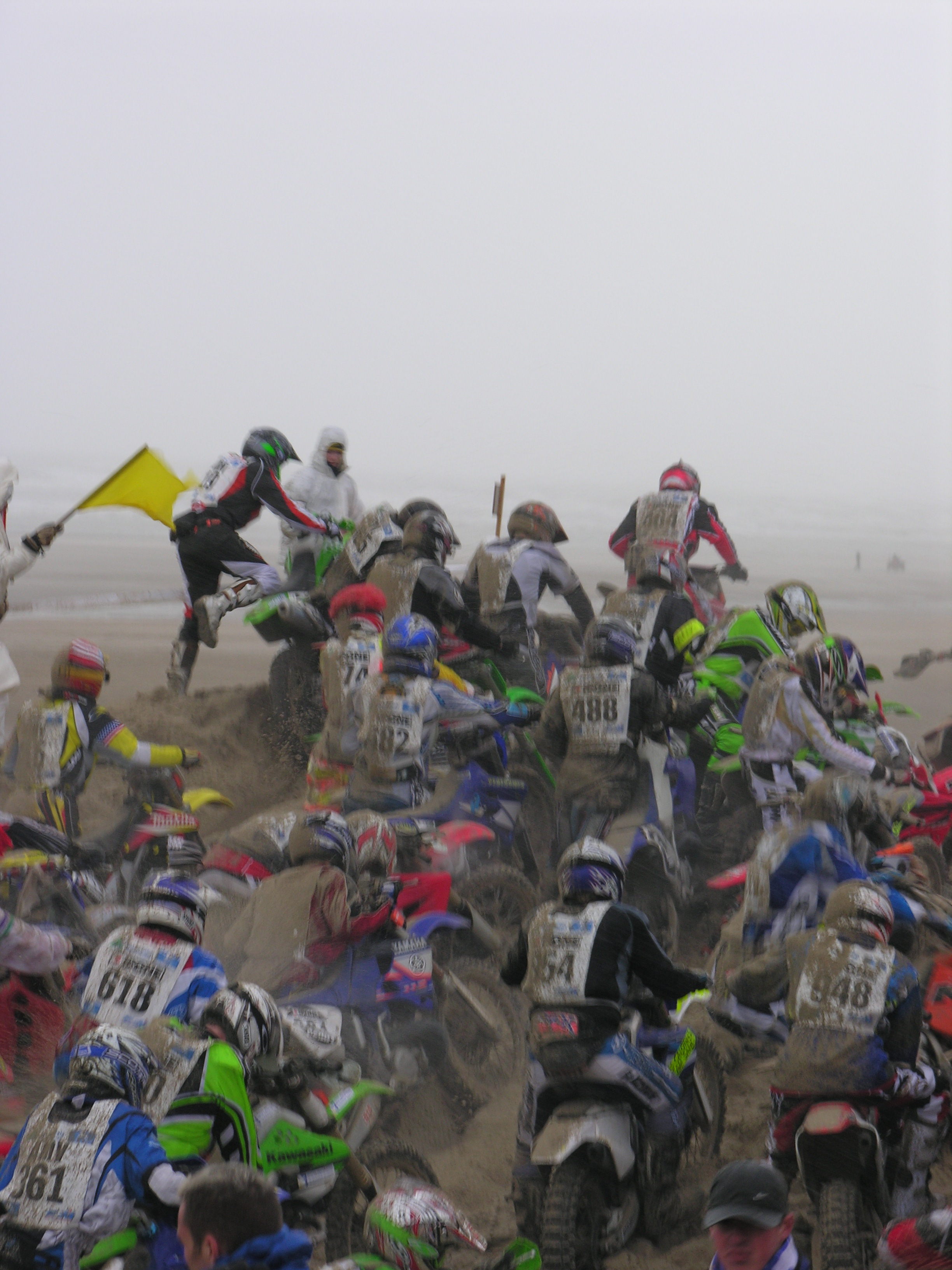
Sortida de l'Enduropale del 2007

L'Enduro du Touquet, actualment anomenat Enduropale, s'ha celebrat cada primavera des de 1975 a la ciutat costanera de Le Touquet, als Alts de França, amb unes 1.000 motos i quads participants i 250.000 espectadors. L'esdeveniment atrau pilots i espectadors de tot Europa. Se celebra també una important cursa a la platja de Scheveningen, a La Haia, coneguda com a Red Bull Knock Out.
Les curses de platja són molt populars al Regne Unit, on una de les més famoses és la Weston Beach Race (antigament coneguda com a "Weston Enduro"), celebrada a la platja de Weston-super-Mare, Somerset. L'esdeveniment, que compta amb cursa de quads, sidecars, motocicletes i júniors, s'ha vingut organitzant des de 1983 i atrau regularment un 1.000 participants, amb multituds de fins a 100.000 espectadors contemplant les curses durant el cap de setmana. A banda del Weston Beach Race, l'Amateur Motor Cycle Association organitza la Skegness Beach Race, un esdeveniment que atrau 25.000 espectadors durant el cap de setmana.
A Mablethorpe, Lincolnshire (a la costa est d'Anglaterra), se celebren curses de platja anualment d'octubre a març. Els esdeveniments, organitzats pel Mablethorpe Sandracing Club, abasten diverses categories de motocicleta individual i quads. També se celebra una cursa de platja a Weymouth, Dorset, els beneficis de la qual es destinen a obres de beneficència local.
Les Beach Cross Racing es corren dues vegades a l'any, generalment al març i octubre, a Margate, Kent, amb el nom de Margate Beach Cross. L'esdeveniment, organitzat per QRAUK en col·laboració amb Island Events i el Thanet District Council, és popular entre els pilots britànics i els del continent. S'hi disputen dues curses de quads i motocicletes en un traçat preparat especialment als arenals de Margate, amb l'assistència de milers de visitants.
Darrerament s'ha vingut celebrant una popular cursa de platja a Barmouth, Gal·les, però en aquest cas es tracta d'una prova complementària d'una cursa de motocròs, celebrada en un circuit costaner més curt, a l'estil dels de motocròs.